# Kościół Wniebowzięcia Najświętszej Marii Panny w Jezupolu
Kościół Wniebowzięcia Najświętszej Marii Panny w Jezupolu – zabytkowy rzymskokatolicki kościół w dawnym miasteczku Jezupolu, obecnie osiedlu typu miejskiego w rejonie tyśmienickim obwodu iwanofrankiwskiego na Ukrainie. Kościół parafialny parafii Wniebowzięcia Najświętszej Maryi Panny w Jezupolu.
W 1598 ówczesny właściciel Jezupola (do 1597 miejscowość nazywała się Czeszybiesy), przyszły wojewoda bracławski Jakub Potocki, zbudował w miejscu spalonej świątyni tymczasową małą drewnianą kapliczkę i założył parafię rzymskokatolicką. 
Murowany kościół w Jezupolu został zbudowany ok. 1646 jako fundacja kolejnego właściciela miasteczka Mikołaja Potockiego. Władysław Łoziński uważał: nie ma wątpliwości, że Paweł Rzymianin, polski architekt pochodzenia włoskiego, przedstawiciel renesansu, był zajęty przy budowie kościoła. Jednak w 1676 świątynia została uszkodzona przez wojska pod wodzą hospodarza mołdawskiego Stefana Dukę. W 1715 rozpoczęło się odnowienie kościoła oraz klasztoru oo. Dominikanów. W 1775 świątynia została rozebrana. W 1882 został konsekrowany kościół p.w. Wniebowzięcia Najświętszej Marii Panny.